# Premio César per i migliori effetti visivi
Il premio César per i migliori effetti visivi (César des meilleurs effets visuels) è un premio cinematografico francese assegnato annualmente dall'Académie des arts et techniques du cinéma a partire dal 2022.

## Albo d'oro
I vincitori sono indicati in grassetto, a seguire gli altri candidati.

### Anni 2020-2029
- 2022: Guillaume Pondard - Annette
  - Sébastien Rame - Aline - La voce dell'amore (Aline)
  - Olivier Cauwet - Eiffel
  - Arnaud Fouquet e Julien Meesters - Illusioni perdute (Illusions perdues)
  - Martial Vallanchon - Titane
- 2023: Laurens Ehrmann - Notre-Dame in fiamme (Notre-Dame brûle)
  - Marco Del Bianco - Pacifiction - Un mondo sommerso (Pacifiction - Tourment sur les îles)
  - Guillaume Marien - Les Cinq Diables
  - Sébastien Rame - Fumer fait tousser
  - Mikaël Tanguy - November - I cinque giorni dopo il Bataclan (Novembre)
- 2024: Cyrille Bonjean, Bruno Sommier e Jean-Louis Autret - The Animal Kingdom (Le Règne animal)
  - Olivier Cauwet - I tre moschettieri - D'Artagnan (Les Trois Mousquetaires: D'Artagnan) e I tre moschettieri - Milady (Les Trois Mousquetaires: Milady)
  - Thomas Duval - Acide
  - Léo Ewald - Vermines
  - Lise Fischer e Cédric Fayolle - La Montagne
- 2025: Cédric Fayolle – Emilia Pérez
  - Cédric Fayolle, Hugues Namur ed Émilien Lazaron – The Beast (La Bête)
  - Olivier Cauwet – Il conte di Montecristo (Le Comte de Monte-Cristo)
  - Stéphane Dittoo – Monsieur Aznavour